# Kerry Getz
Kerry A. Getz (Lehighton (Pennsylvania), 10 juni 1975) is een professioneel skateboarder, die een tijd lid geweest van de CKY Crew.
Hij dankt zijn bijnaam Hockey Temper aan zijn agressiviteit. Hij is zo genoemd door Bam Margera omdat hij vaak te zien is, ook in de Cky-films, als hij zijn skateboard breekt.

## Huidige sponsoren
- DVS Shoes
- Royal Trucks
- Habitat Decks

## Nocturnal Skateboard Shop
Kerry is eigenaar van de Nocturnal Skateboard Shop, een kleine skateboardwinkel. De winkel is gelegen in Philadelphia.

## Trivia
- Hij is de eerste om de LOVE Gap met een succesvolle kickflip te landen.